# تد وونگ
تد وونگ (به انگلیسی Ted Wong) - زاده ۵ نوامبر ۱۹۳۷ / وفات ۲۴ نوامبر ۲۰۱۰ - استاد هنرهای رزمی و از شاگردان بروس لی بود. از وی به عنوان یکی از بزرگترین اساتید هنر رزمی جیت کان دو یاد می‌شود.

## دربارهٔ وونگ
وونگ از سال ۱۹۶۷ تا ۱۹۷۳ شاگرد بروس لی بود و دذ جیت کان دو مستقیماً از بروس لی تائیدیه دریافت کرد. وی از سال ۷۳ تا پایان عمر خود به گسترش و آموزش جیت کان دو پرداخت.

## آثار مکتوب
- Cheung, William; Ted Wong (1990). Wing Chun Kung Fu/Jeet Kune Do: a Comparison Volume 1. Black Belt Communications. pp. 192. ISBN 978-0-89750-124-8.
- Tom, Teri; Ted Wong (2006). The Straight Lead: The Core of Bruce Lee's Jun Fan Jeet Kune Don. Tuttle Publishing. p. 256. ISBN 978-0-8048-3630-2.